# Kotwica Kołobrzeg
Kotwica Kołobrzeg (deutsch "Anker Kolberg") ist eine polnische Basketballprofimannschaft. Der in Kołobrzeg (Kolberg) beheimatete Verein spielt seit 2005 in der Polska Liga Koszykówki (deutsch Polnische Basketball-Liga).

## Erfolge
Die Mannschaft gewann 2009 den polnischen Basketballpokal unter dem deutschen Trainer Sebastian Machowski. Machowski hatte bereits vor seiner Trainerlaufbahn einen Profi-Spielervertrag bei Kotwica Kołobrzeg.